# Stockholms stadsarkiv

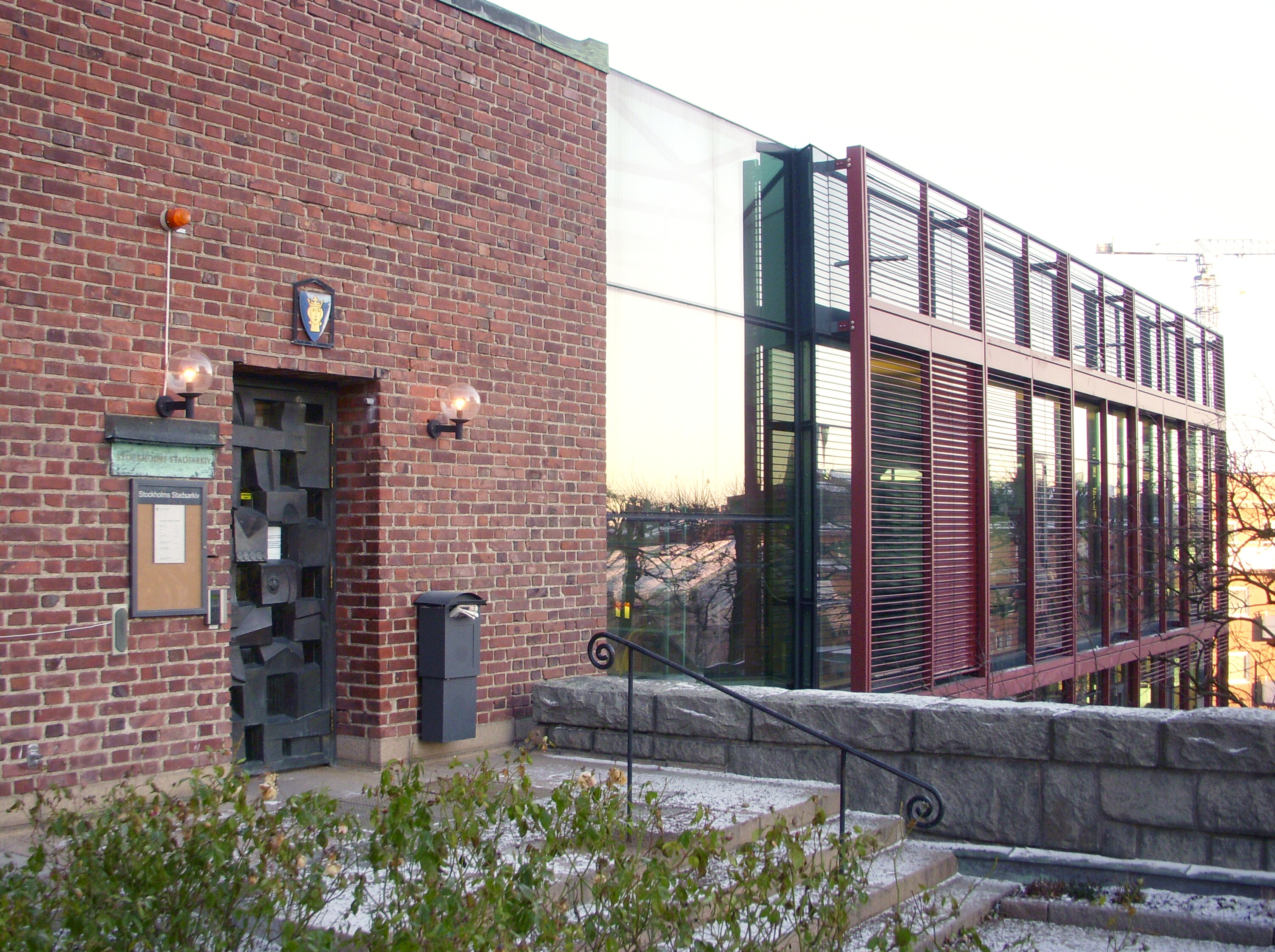
Stockholms stadsarkiv, Kungsklippan auf Kungsholmen

Stockholms stadsarkiv (deutsch Stockholmer Stadtarchiv) ist das Stadtarchiv der Stadt Stockholm und das Archiv für Stockholms län in Schweden. Im Archiv lagern historische Dokumente der Stadt, der Kirche, der Behörden sowie von Privatpersonen, Schulen und Vereinen. Das Stockholmer Stadtarchiv befindet sich seit 1943 im Stadtteil Kungsholmen und hat seit 1997 eine Filiale im Freihafen. Das Stadtarchiv soll auch überwachen, dass das so genannte Archivgesetz und das Öffentlichkeitsprinzip (offentlighetsprincipen) befolgt werden.

## Das Gebäude
Mit Beginn des Zweiten Weltkrieges wurde eine sichere Einlagerung der historischen Dokumente der Stadt Stockholm notwendig. Das Archiv wurde nach dem Entwurf des Architekten Gunnar Asplund im Fels der Kungsklippan (Königsklippe) auf Kungsholmen angelegt. In den Fels wurde ein Hohlraum gesprengt, in dem ein siebenstöckiges Gebäude errichtet wurde, welches das Magazin aufnimmt. Das Magazin wurde 1943 eröffnet. Das Eingangsgebäude konnte erst 1959, 19 Jahre nach Asplunds Tod, eingeweiht werden. Das Magazin wurde 2004 renoviert und unter anderem mit einer Kompaktregalanlage ausgestattet, die die Kapazität des Archivs deutlich verbesserte. Im Fels der Kungsklippan und im Freihafen verfügt man über insgesamt circa 60 Kilometer Regallänge.

## Die Tätigkeiten

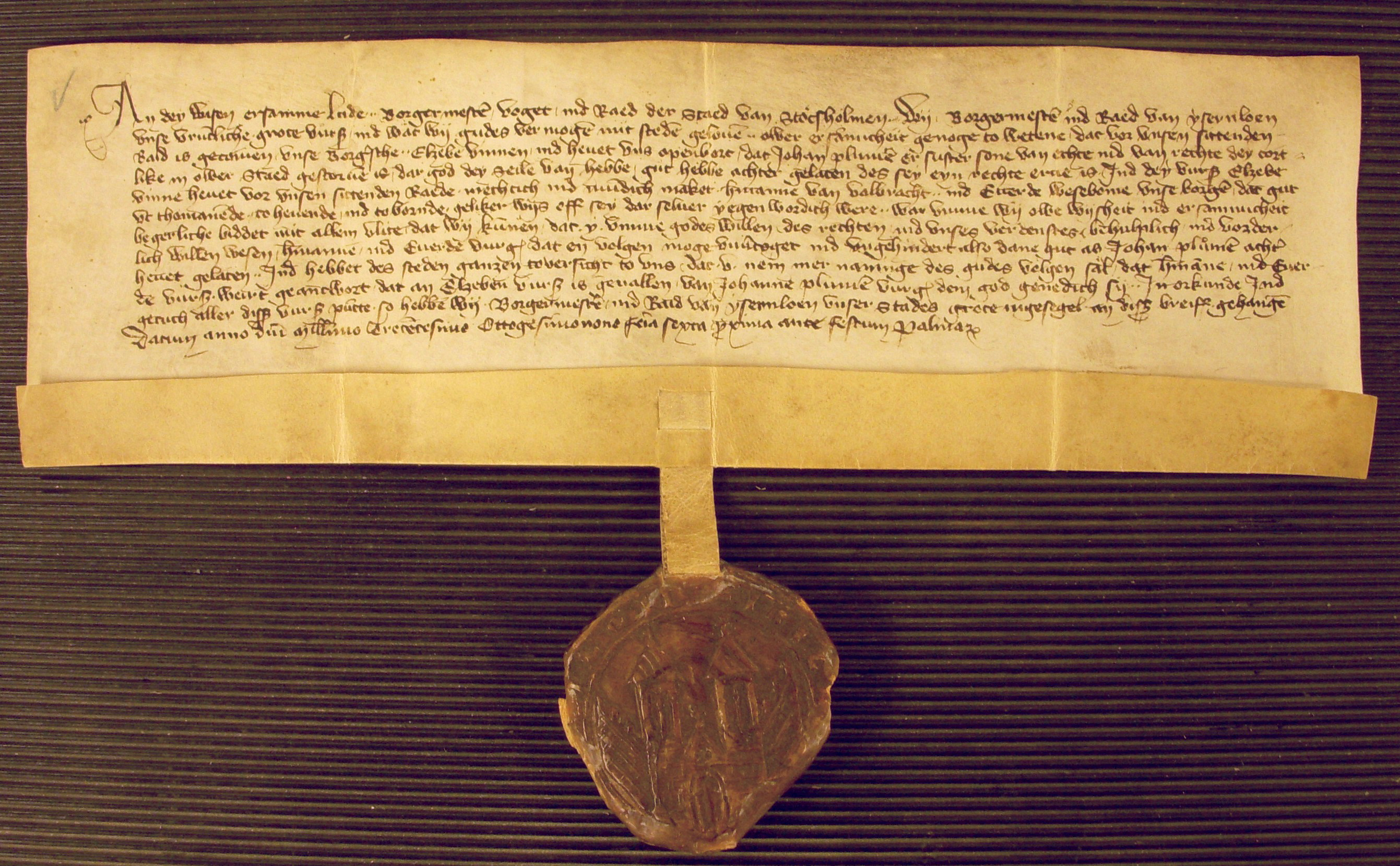
Das älteste Dokument, der Brief aus Iserlohn vom 9. April 1389

Das Stockholmer Stadtarchiv verwahrt die Kirchenarchive (Kirchspiele) sowie die Archive von beispielsweise Gerichten, der Polizei und des Zolls für Stockholms län. Hier befinden sich auch zahlreiche Dokumente aus der langen Geschichte der Stadt bis zurück ins 14. Jahrhundert. Das älteste Dokument stammt vom 9. April 1389, hierbei handelt es sich um einen Brief des Bürgermeisters und Rates der Stadt Iserlohn (Yserlohen) in Westfalen an den Rat der Stadt Stockholm, betreffend ein Erbe der Bürgerin Elzebe Vinnes. Im Archiv befindet sich auch der Privilegien-Brief für Stockholm aus dem Jahr 1436. Dieser Brief mit 54 Siegeln und 24 Stadtprivilegien wird allgemein als Referenz für den Beginn der Stadt Stockholm als Reichshauptstadt Schwedens angesehen.
Das gesamte Material wird der Öffentlichkeit zugänglich gemacht, nur ein kleiner Teil ist im Internet direkt abrufbar.

## Bilder

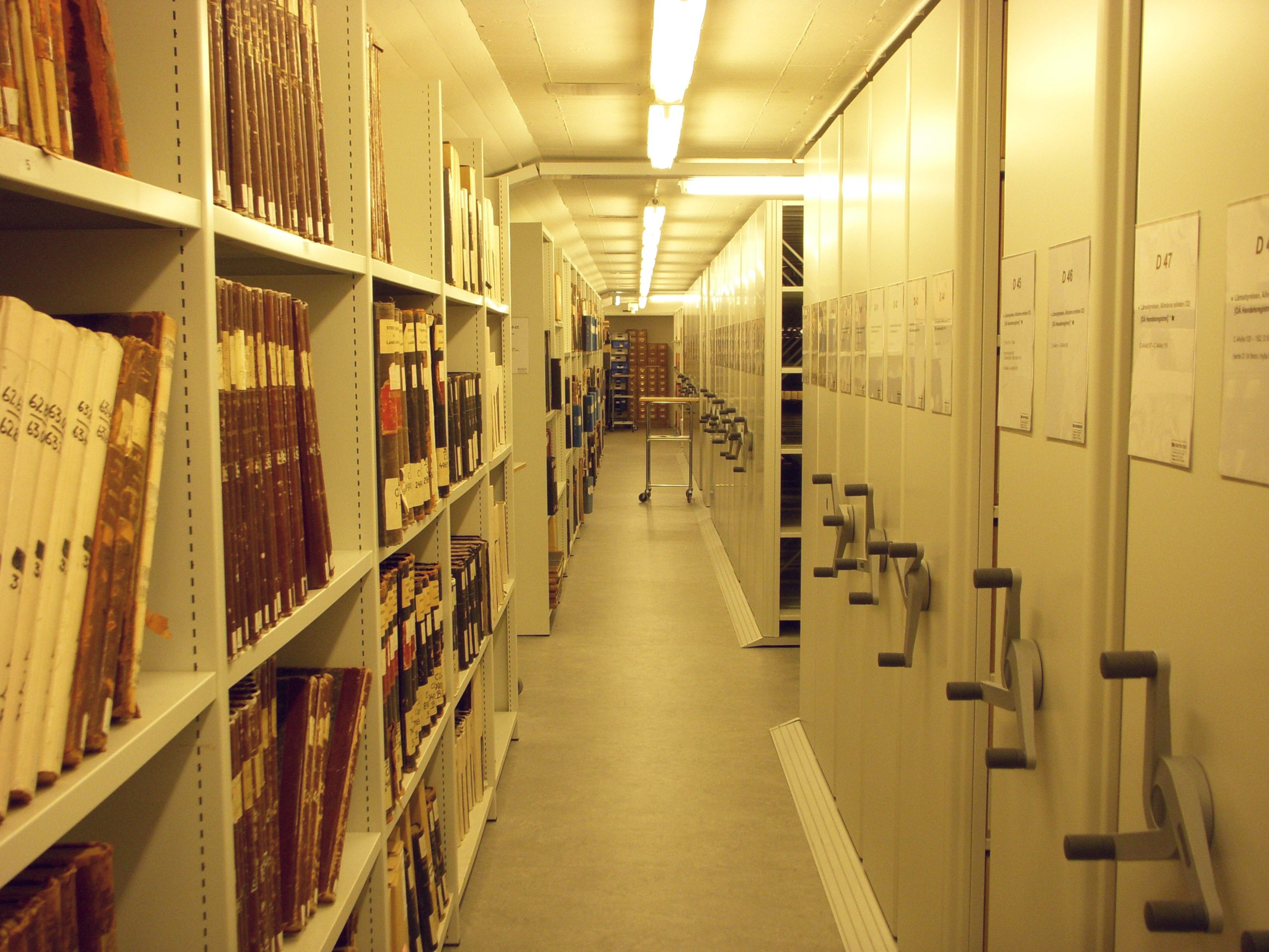
Das unterirdische Magazin
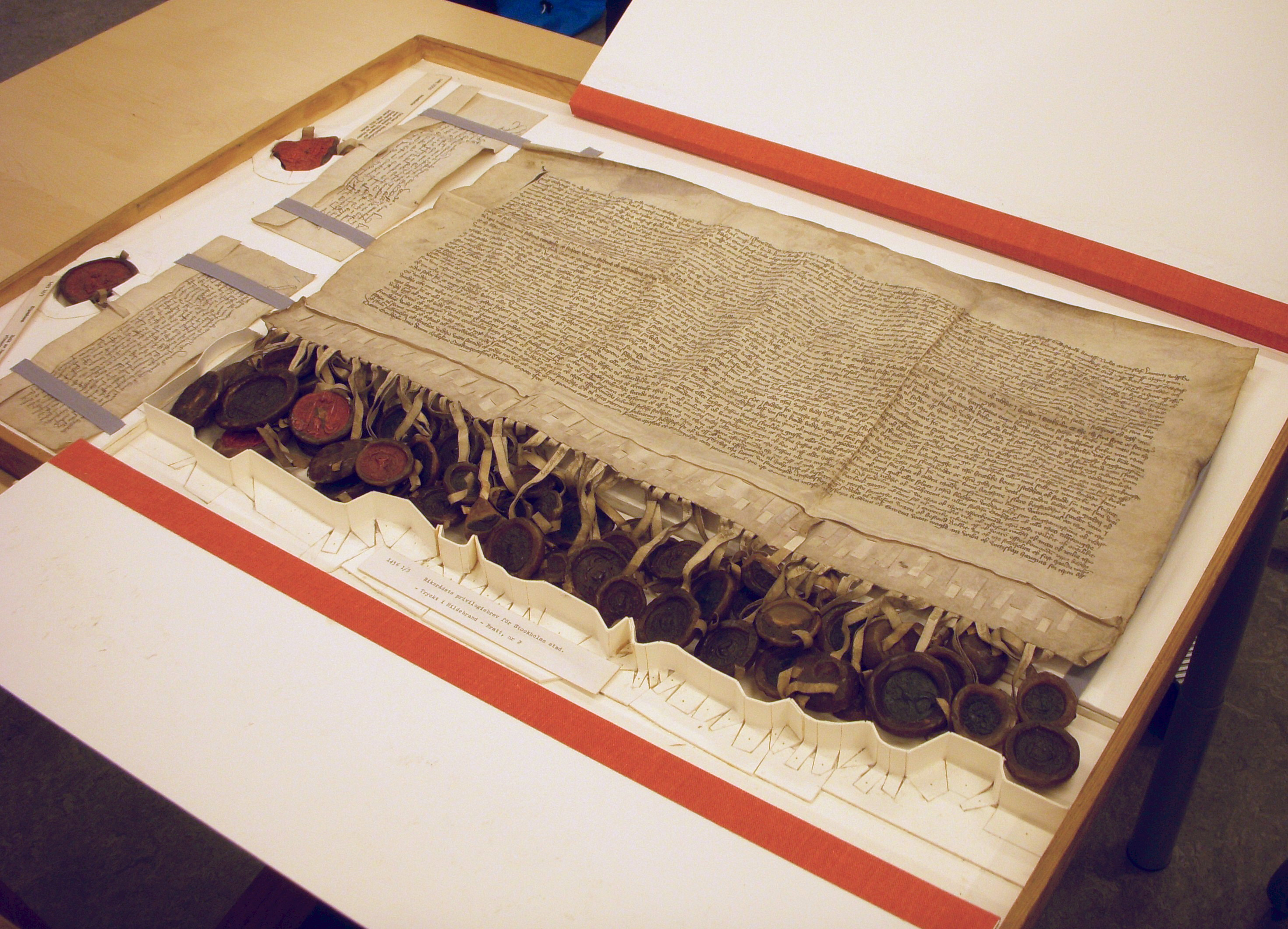
Privilegien-Brief von 1436
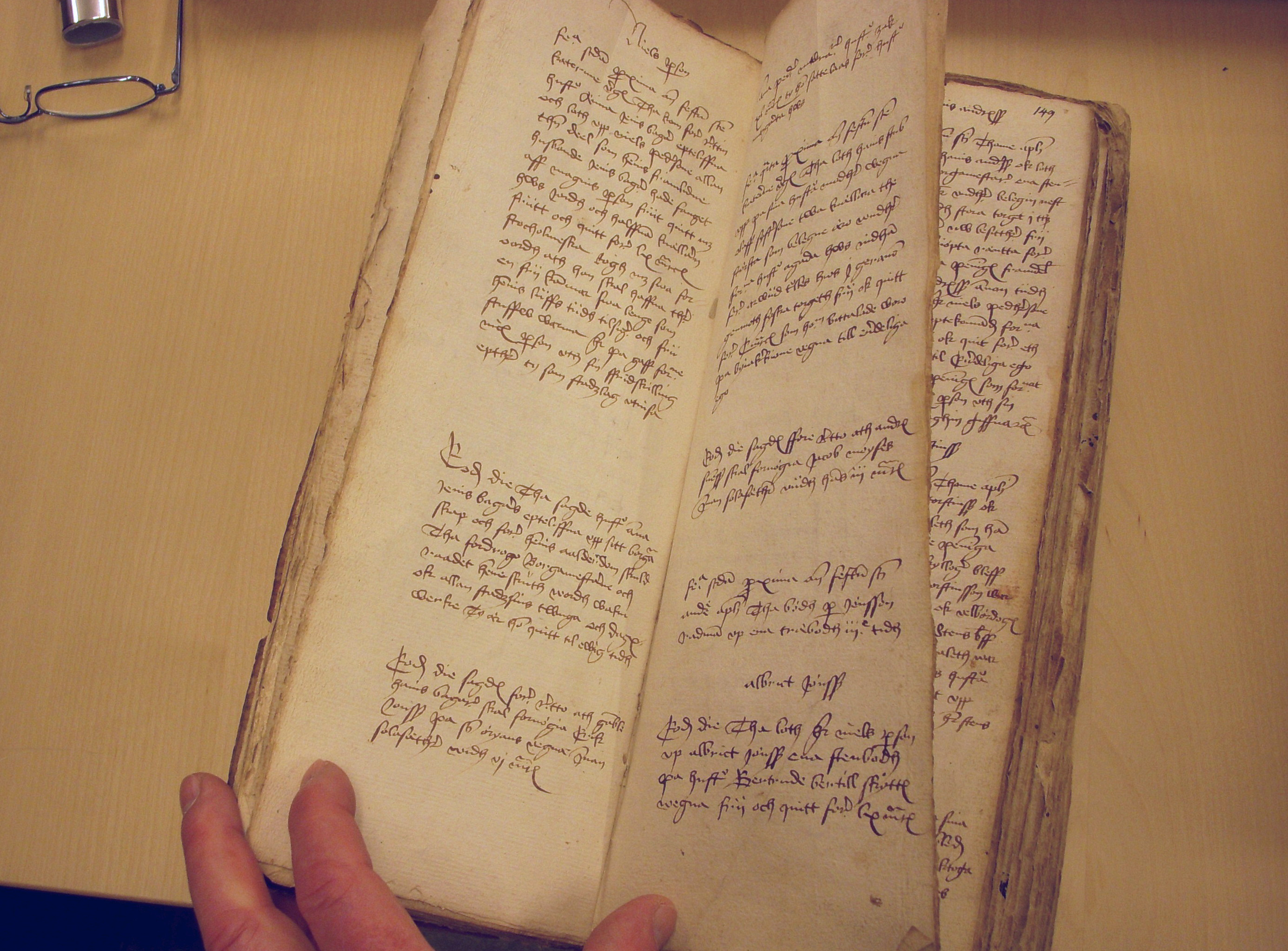
Grundbuch von 1479 bis 1483
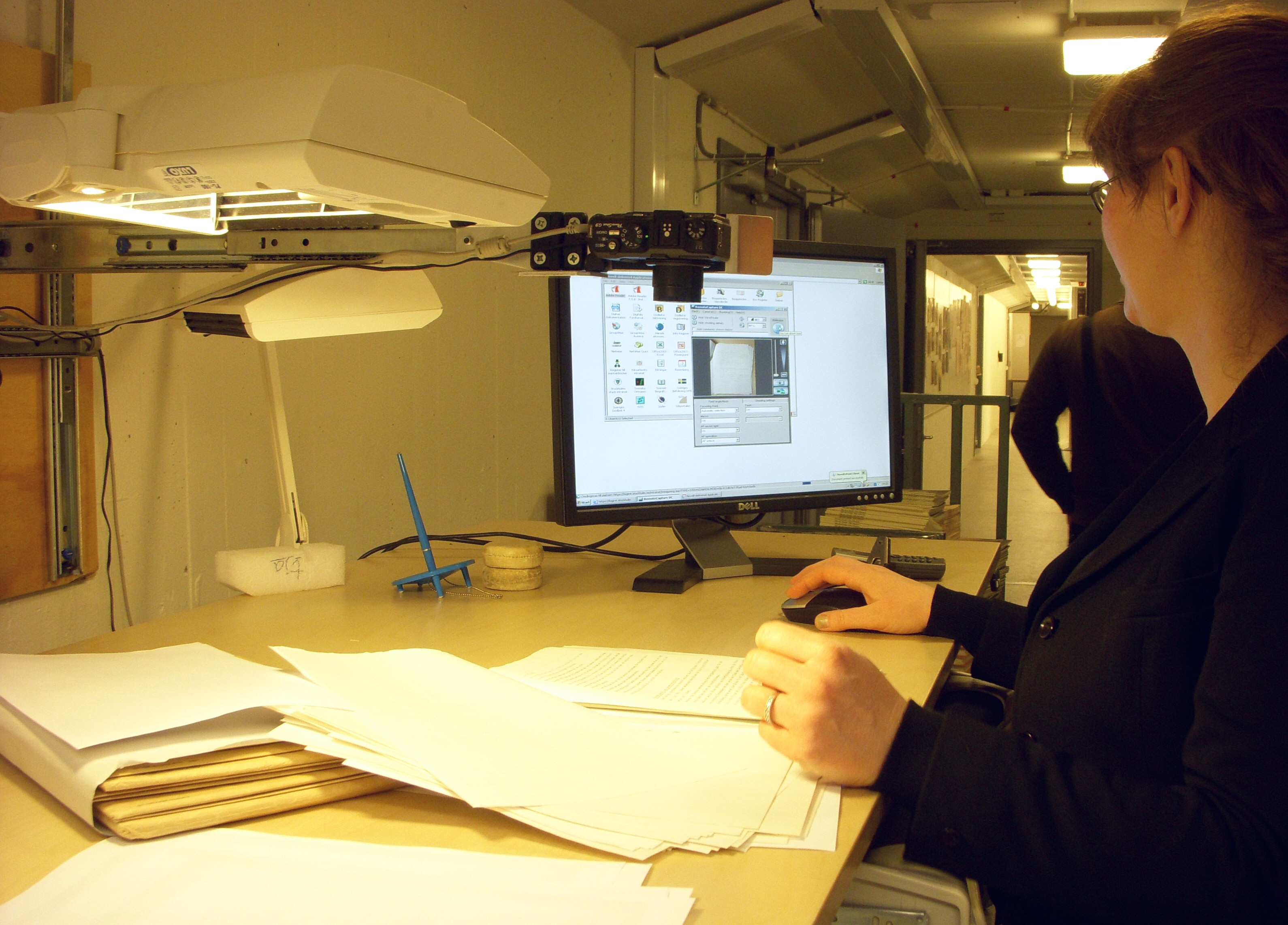
Fotodokumentation